# 유종원

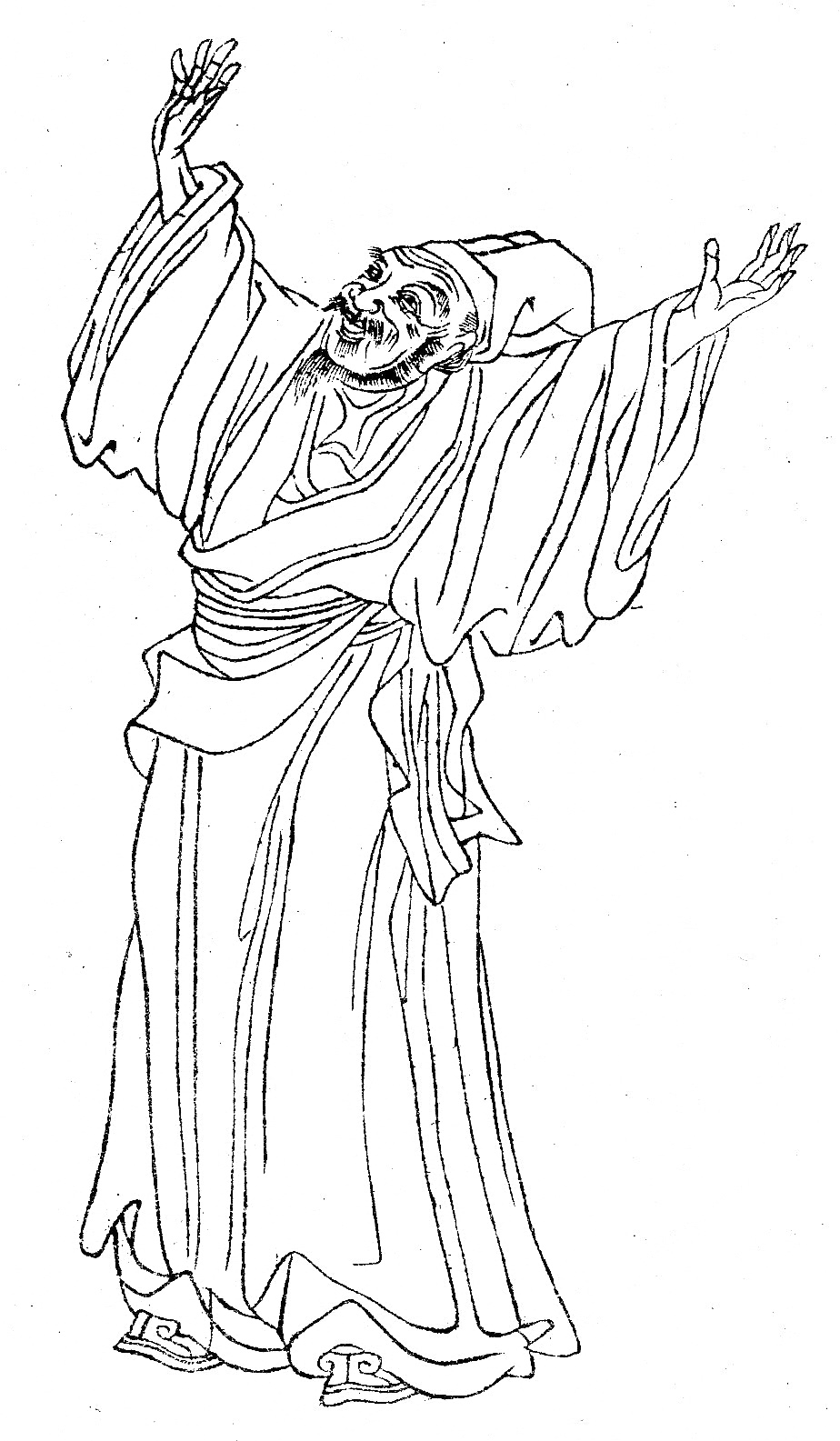
유종원

유종원(柳宗元, 773년~819년 11월 28일(음력 11월 8일))은 중국 당나라의 문장가·시인이다.

## 생애
자는 자후(子厚)이며 당송 8대가의 한 사람이다. 산서성 운성시에서 태어났다. 가까이로는 당(唐) 고종(高宗) 때의 재상인 유석(柳奭)의 후손. 멀리는 서초(西楚) 황제 의제(義帝)의 후예이다. 진사 시험을 거쳐 33세에 상서예부원외랑이 되었다. 그 해 정월 덕종이 죽자 순종이 즉위하고, 유우석 등과 함께 왕숙문, 왕비 등의 정치개혁운동에 가담했다. 그 운동은 환관이나 그들을 이용하는 귀족의 세력을 누르고 쇄신하려는 것이었다. 그러나 급격한 정치개혁운동은 성공하지 못했고, 8월에 순종 재위에 수반되어 개혁파는 모두 물러나고, 유종원은 영주사마(永州司馬)로 좌천되었다. 이후 다시는 중앙에 돌아오지 못하고, 43세 때에는 유주자사(柳州刺史)로 옮겨져 47세로 그 곳에서 죽었다. 유종원은 봉건사회 구조를 의문시한 합리주의자였다. 그의 〈봉건론(封建論)〉이라는 제목의 글은 유명하다. 그는 합리주의 정신을 알기 쉽게 제시하고자 우화 성격을 띠는 기법을 사용한 산문을 즐겨 썼다. 그의 글은 한유의 글에서 보는 듯한 원리론에서부터 서술을 진행하는 이론상 장점은 없으나 세상이나 사람의 바람직한 자세를 주제로 한 비판정신을 늘 내포한다. 지방관리로 좌천된 이후 산수를 제재로 한 시를 지어 자신을 위로했다. 시인으로서는 왕유, 맹호연, 위응물과 함께 왕·맹·위·유라고 칭해졌다.

## 전기 자료
- 《구당서》 권160, 〈열전〉110, 유종원
- 《신당서》 권168, 〈열전〉93, 유종원
- 한유, 《창려문집》 권 32, 유자후 묘지명

## 서지 사항
- 오수형·이석형·홍승직 함께 옮김, 《유종원집》(1~4), 소명출판, 2009년 7월 29일

## 같이 보기
- 당시